# Rendiconti
Rendiconti è stata una rivista bimestrale nata a Bologna nell'aprile del 1961, fondata da un gruppo di intellettuali che provenivano da Officina.

## Panoramica
La rivista alla sua uscita portava il sottotitolo di "rivista bimestrale di letteratura e scienza" ed era curata da Roberto Roversi al quale si affiancherà, a partire dal n. 8 Gianni Scalia, quando la rivista portava ormai dal n. 2 il sottotitolo ormai mutato "rivista bimestrale di letteratura".
Rendiconti si rifà in parte all'impostazione di Officina pur aggiornandola agli anni sessanta del XX secolo e rendendo più evidente la matrice ideologica con momenti di forte polemica come accade in un articolo di Pietro Bonfiglioli sulla "Storiografia delle riviste e la «Schuldfrage»" del Novecento che, toccando la responsabilità della cultura del ventennio fascista, suscitava le risposte di Franco Fortini, Macrì, Scalia e Rossi.
La rivista era divisa in tre sezioni che comprendevano: i "Testi" che raccoglievano diverse composizioni poetiche di autori come Vittorio Sereni, Franco Fortini, Elio Pagliarani, Marco Bellocchio, Giovanni Giudici, Pignotti; i "Saggi" con gli interventi di Roversi, Scalia, Fortini, Pagliarani, Marco Bellocchio, Pietro Bonfiglioli, Giovanni Giudici, Pignotti; "Revisioni" e, in alcuni numeri le "Appendici" e gli "Interventi".
La rivista si presenta aperta alle indagini linguistiche, psicologiche e sociologiche fin dalla prima fase (dal 1973 al 1977) quando allarga il proprio discorso a problemi di metodologia e si offre come luogo di discussione scoperta allo scontro politico-ideologico che era in atto mentre in una seconda fase essa accentua tutti quegli elementi di carattere ideologico-culturale.
"Rendiconti" rappresenta, nella storia delle riviste culturali del periodo, una tra le più valide ed interessanti esperienze.
A metà degli anni settanta del XX secolo la rivista inizia a diradare le pubblicazioni e nei primi anni 2000 queste verranno definitivamente sospese.